# Gesualdo Francesco Ferri
Gesualdo Francesco Ferri (San Miniato, 2 gennaio 1728 – Firenze, 22 settembre 1799) è stato un pittore italiano, attivo principalmente a Firenze.

## Biografia
Si formò a Firenze sotto Giuseppe Piattoli, poi divenne allievo di Giuseppe Bottani e Pompeo Batoni a Roma. Nel 1763 fu nominato novizio dell'Accademia delle arti del disegno, ove nel 1776 divenne provveditore, nel 1785 ne fu nominato professore aggregato e nel 1786 ebbe la cattedra di pittura. Guadagnò il favore del granduca di Toscana Pietro Leopoldo, dipingendo in varie occasioni per lui e la famiglia.
Dipinse numerose pale d'altare in Toscana. Dipinse un San Lorenzo in gloria per la villa di Lorenzo Niccolini a Bibbiena.
Partecipò alla decorazione della Villa del Poggio Imperiale con scene galanti e per la Chiesa di San Firenze.
Tra le sue opere si ricordano: La morte di s. Giuseppe per villa Le Maschere (1780), L'imperatore Eraclio porta la Croce di Cristo in Gerusalemme per Santa Maria del Carmine (1782), la tenda dell'organo di San Lorenzo (1790), il San Felice da Cantalice e San Giuseppe da Leonessa e altri santi ricevono la palma del martirio per la chiesa dei Santi Francesco e Chiara a Montughi, Il Battesimo di Cristo per il duomo di Livorno (andato perduto), La visione di Gesù Bambino nel presepe per Santa Margherita a Cortona.